# Diego Gaynor
Diego Gaynor es una localidad rural del partido de Exaltación de la Cruz en la provincia de Buenos Aires, Argentina.

## Historia
La estación Diego Gaynor del Ferrocarril Central Argentino, luego Ferrocarril General Bartolomé Mitre, del Ramal Victoria - Capilla del Señor - Pergamino más conocido como Victoria-Vagués, esas mismas vías iban a Córdoba. Surgió como consecuencia de la donación de tierras realizada por la señora Elena Gaynor de Duggan, en memoria de su padre don Diego Gaynor. Esa donación fue realizada el 31 de diciembre de 1894 y así surgió la estación y luego el pueblo alrededor de la misma.
Don Diego Gaynor vivió hasta 1892 en su vieja estancia, edificó su casa al borde de un camino por el cual la lana de sus majadas era llevada a las barracas de Campana.

## En la actualidad
Hoy el poblado de Diego Gaynor está conformado por la estación del Ferrocarril Mitre, abandonada como tantas otras y solamente mantenida en pie por el cuidado de una familia que se encuentra viviendo en ella, la escuela, un jardín de infantes, la sala de primeros auxilios, algunas casitas y la capilla de San Cayetano.  Esta pequeña capilla se construyó en honor a San Cayetano y todos los 7 de agosto en honor al Santo Patrono se realizan festejos en el pueblo. Durante esos días Diego Gaynor se viste de fiesta, se llena de gente que llega para agradecer al Santo y pedir  trabajo.  Se realiza la procesión por las calles del pueblo y también espectáculos como la ya clásica jineteada.

## Cómo llegar
Desde Buenos Aires por Autopista Panamericana Ramal Pilar, pasar el Peaje Larena y seguir por Ruta Nacional 8 hasta el km. 91 aprox. allí encontrará un cartel indicando la entrada a Diego Gaynor. Es todo camino asfaltado.

## Geografía

### Población
Hacia el 2010 contaba con 236 habitantes (Indec, 2010), lo que representó un incremento del 19% frente a los 198 habitantes (Indec, 2001) del censo anterior.
Hacia el 2020, se estima que la localidad de Diego Gaynor tiene más de 400 pobladores. 
Dando un ascenso importante a los 236 habitantes. 
| Gráfica de evolución demográfica de Diego Gaynor entre 1991 y 2020 |
|                                                                    |
| Fuente: Censos nacionales del INDEC                                |

### Sismicidad
La región responde a las subfallas «del río Paraná», y «del río de la Plata», y a la falla de «Punta del Este», con sismicidad baja; y su última expresión se produjo el 5 de junio de 1888 (136 años), a las 3.20 UTC-3, con una magnitud aproximadamente de 5,0 en la escala de Richter (terremoto del Río de la Plata de 1888).
La Defensa Civil municipal debe advertir sobre escuchar y obedecer acerca de 
Área de
- Tormentas severas, poco periódicas, con Alerta Meteorológico
- Baja sismicidad, con silencio sísmico de 136 años